# D438 (Doubs)
De D438 is een departementale weg in het Oost-Franse departement Doubs. De weg loopt van de grens met Haute-Saône via Montbéliard naar Mathay. In Haute-Saône loopt de weg als D438H verder naar Héricourt en Lure.

## Geschiedenis
Oorspronkelijk was de D438 onderdeel van de N438. In 1973 werd de weg overgedragen aan het departement Doubs, omdat de weg geen belang meer had voor het doorgaande verkeer. De weg is toen omgenummerd tot D438.